# Юусо Іконен
Юусо Іконен (фін. Juuso Ikonen; 3 січня 1995, м. Еспоо, Фінляндія) — фінський хокеїст, правий/лівий нападник. Виступає за Кярпят у Лійзі.
Вихованець хокейної школи ЕЙК. Виступав за «Еспоо Блюз», ЮІП (Ювяскюля).
У чемпіонатах Фінляндії — 227 матчів (42+65), у плей-оф — 30 матчів (5+9).
У складі молодіжної збірної Фінляндії учасник чемпіонатів світу 2014 і 2015. У складі юніорської збірної Фінляндії учасник чемпіонатів світу 2012 і 2013.
Досягнення
- Переможець молодіжного чемпіонату світу (2014)
- Бронзовий призер юніорського чемпіонату світу (2013).